# Szturm Kordoby
Szturm Kordoby – starcie zbrojne, które miało miejsce w roku 45 p.n.e. w czasie kampanii Cezara w Hiszpanii.
Po bitwie pod Mundą, Gnejusz Pompejusz (syn Pompejusza Wielkiego) zbiegł w rejon Gibraltaru, chroniąc się w miejscowości Kartea. Cezar tymczasem z większością wojsk ruszył na Kordobę, gdzie znajdowały się główne siły pompejańczyków w liczbie ponad 25 000 ludzi. Widząc nadchodzącego Cezara, mieszkańcy obiecali mu poddać Kordobę, co wywołało gniew żołnierzy Pompejusza, którzy podpalili miasto. W trakcie pożaru wojska Cezara przypuściły szturm, dokonując masakry na żołnierzach Pompejusza. Zginąć miało 22 000 pompejańczyków. Po zdobyciu Kordoby, w ręce cezarian wpadły kolejne miasta. Wkrótce cała rzymska Hiszpania należała do Cezara.